# A Beautiful Life
Pour plus de détails, voir Fiche technique et Distribution.
A Beautiful Life est un film musical et romantique danois réalisé par Mehdi Avaz, sorti en 2023 sur Netflix.

## Synopsis
Elliott est un jeune pêcheur danois sans famille, devenu orphelin après un accident lorsqu'il était enfant. Avec peu d’argent en poche, sa chance est une voix extraordinaire. Un soir, il se produit dans un club pour rendre service à son ami Oliver et est remarqué par la célèbre directrice musicale de haut niveau, Suzanne. Suzanne associe bientôt Elliott à son ex-fille et productrice de musique, Lilly. Elliott accepte leur aide en essayant d'écrire et d'enregistrer une chanson, et le succès arrive rapidement, presque massivement. Sur le point de devenir une star, le jeune homme doit faire face à une popularité inattendue, à des sentiments grandissants pour Lilly et à des problèmes non résolus du passé.

## Fiche technique
Sauf indication contraire, les informations mentionnées dans cette section peuvent être confirmées par la base de données cinématographiques IMDb,  présente dans la section « Liens externes ».
- Titre original : A Beautiful Life
- Réalisation : Mehdi Avaz
- Scénario : Stefan Jaworski
- Musique : Christopher (en), Thomas Volmer Schulz (compositeur)
- Photographie : Daniel Cotroneo
- Producteurs : Julie Rix Bomholt, Anna Malmkjær Willumsen, Susanne Stranddorf, 
  - Producteurs délégués : Helle Andreasen, Lars Bjørn Hansen, Jens Søgaard et Christopher Lund Nissen (en)
- Société de production : SF Studios Production
- Sociétés de distribution : Netflix
- Pays de production :  Danemark
- Langue originale : Danois
- Format : couleur
- Genres : Film musical, romantique
- Date de sortie : Monde 1er juin 2023

## Distribution
- Christopher Lund Nissen (en) : Elliott Winther
- Inga Ibsdotter Lilleaas : Lilly Taylor
- Christine Albeck Børge : Suzanne Taylor
- Ardalan Esmaili : Patrick
- Sebastian Jessen : Oliver
- Paw Henriksen : Jesper
- Jonathan Harboe : Dennis

## Production

### Tournage
Le tournage débute en 2023 à Ebeltoft au Danemark.

## Accueil

### Critiques
Lors de sa sortie, le film s'est hissé dans le top 10 des films les plus regardés sur la plateforme de streaming en France,. Si le film a rencontré un gros succès aux quatre coins de la planète, c'est aussi et surtout grâce aux chansons originales du film. Ainsi, les titres A Beautiful Life et Hope This Song Is For You comptent plus de 11 millions de streams chacun sur Spotify.

## Bande originale
La bande originale est sortie le 2 juin 2023. Christopher Lund Nissen (en) a lui-même écrit et interprété toutes les chansons.
| 1. | A Beautiful Life                            | 3:38 |
| 2. | Hope This Song Is for You                   | 2:35 |
| 3. | Would Ya                                    | 3:37 |
| 4. | Honey, I'm So High                          | 2:57 |
| 5. | Ready to Go                                 | 2:03 |
| 6. | Led Me to You                               | 3:29 |
| 7. | Book of Me                                  | 3:23 |
| 8. | Hey Love                                    | 2:46 |
| 9. | Hope This Song Is for You (John Alto remix) | 2:41 |